# 威斯特海崖
85°22′S 176°22′W / 85.367°S 176.367°W
威斯特海崖（英語：Wiest Bluff），是南極洲的海崖，位於杜費克海岸，處於沙克爾頓冰川和薩內韋爾德冰川之間，屬於丘默勒斯山的一部分，以美國研究隊的科學家命名，現時由南極條約體系管理。